# 科隆尼
科隆尼（英語：Colonie）是位于美国纽约州奥尔巴尼县的一个镇，地处奥尔巴尼北部。2010年美国人口普查时，该镇有81,591人。科隆尼是奥尔巴尼县人口最多的城镇，汇集了全县11%的人口。其名称则来源于荷兰语中殖民地（Colonye）一词。